# Édith Lefel
Édith Lefel (* November 1963 in Cayenne, Französisch-Guayana; † 20. Januar 2003 in Dreux, Frankreich) war eine französische Zouk-Sängerin.

## Leben

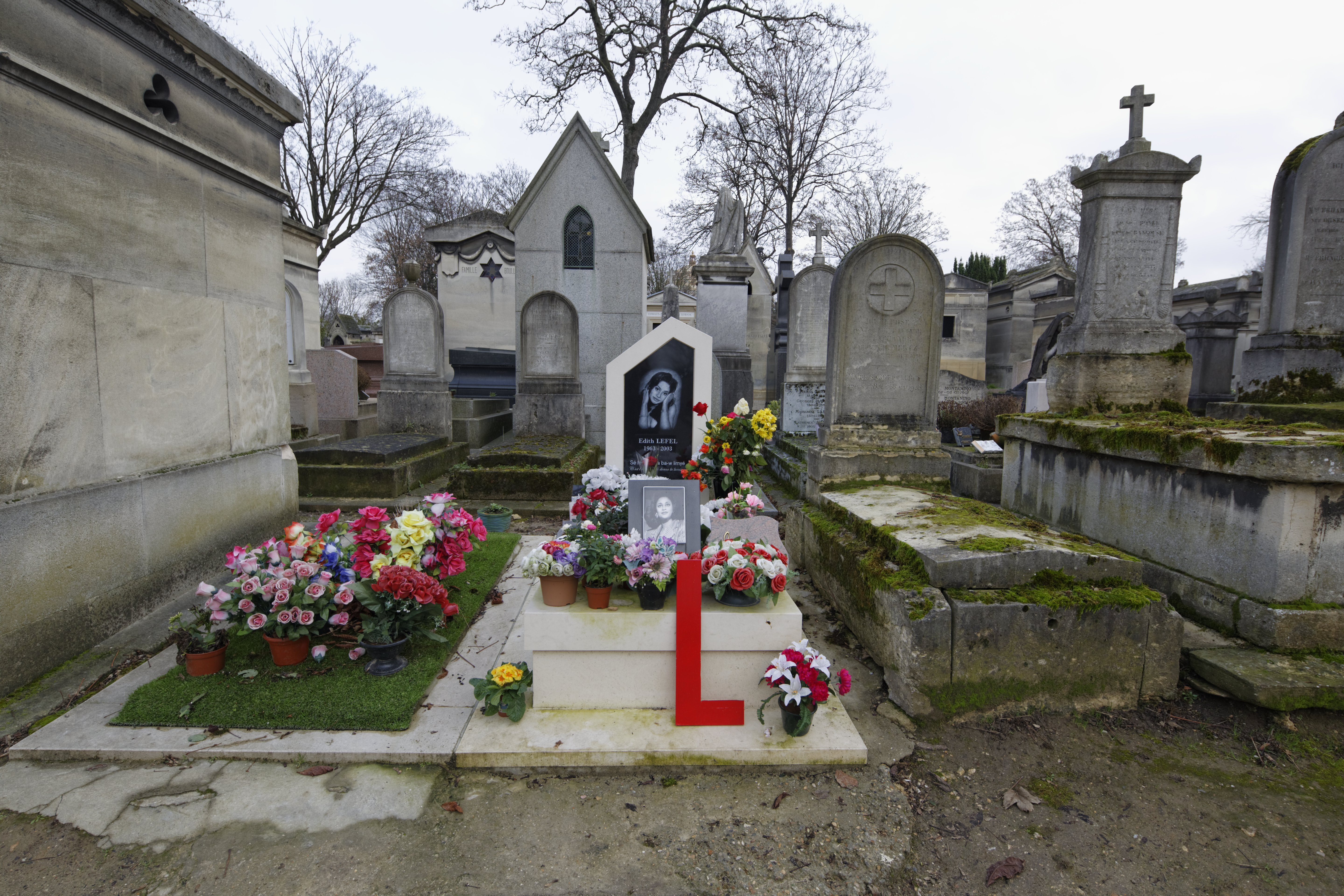

Edith Lefels Mutter war Guayanerin, ihr Vater stammte von der Insel Martinique. Ihre ersten drei Lebensjahre verbrachte sie in Französisch-Guayana, bis sie mit ihren Eltern 1966 nach Martinique zog, wo sie weiter aufwuchs. Mit 14 Jahren kam sie nach Frankreich in die Region von Paris. 1984 begann ihre Karriere mit einer Tournée in der Karibik. 1987 arbeitete sie mit der Gruppe Malavoi, die sie in die Konzerthalle Zénith einlud. 1988 nahm sie ihr erstes Album La Klé auf, 1992 folgte das zweite.
Édith Lefel war mit dem Sänger, Autor und Komponisten Ronald Rubinel liiert und hatte mit ihm zwei Kinder. Rubinel schrieb zahlreiche Lieder für sie.
Lefel verstarb im Januar 2003. Sie wurde auf dem Pariser Friedhof Père-Lachaise in Abteilung 45 beigesetzt.

## Auszeichnungen
- 1997: KORA All African Music Award in der Kategorie Amerikanische Diaspora

## Diskographie
Alben
- Sanglots
- La Klé (1988)
- Mèci (1992)
- Rendez-vous (1996)
- Edith Lefel à l'Olympia (1996)
- A fleur de peau (1999)
- The best of Edith Lefel (2001)
- Si seulement (2002)
- Le meilleur de Edith Lefel (2003)

Singles
- Edith Lefel chante Édith Piaf (1999)
- Werbesingle La quête (1999)

Videos
- Edith Lefel ... une vie (2003): clips
- Edith Lefel ... mon ange (2003): clips

Mitwirkungen & Sampler
- Tropical groove (2002): Chanson "Mazouk Saint-Pierre"
- Jeux de dames Vol. 3 (2000): Chanson "Bel pawol"
- Les ténors du Zouk (1999): Chansons "An tan pou" et "Adieu"
- Mille et une nuits (1998 – Ronald Rubinel): Chansons "Chale l'anmou (pou l'éternité)" et "Mi mwen" (duo)
- Marronage (1998 – Malavoi): Chanson "Chanson d'amour" (avec Jean-Jacques Goldman)
- Les chronovoyageurs (1997 – Stone Age): Participe à la chanson "Morglaz"
- Jeux de dames Vol. 2 (1997): Chanson "An ti chans"
- Ti Jean, conte musical (1997): participe aux chansons "La chanson de la reine" et "Shanga"
- Jeux de dames Vol. 1 (1994): Chanson "Somnifère"
- Multicolor Vol. II (1994): Chanson "Sové la nati"
- Matébis (1993 – Malavoi): Chanson "La sirène"
- Y'a plus d'hiver (1992 – Philippe Lavil): Chanson "Touché en vol" (duo)
- Ethnikolor Vol. 1 (1990): Chanson "Sensation"
- Bal boutché (1990): Chanson "Sensation"
- Zouk à la barre (1989): participe aux chansons "Vagabond" et "Mwen pé pa"
- Tilda (1987): Chansons "An ti son" (dup avec Jocelyne Béroard) et "Ti manmail" (duo avec Ronald Rubinel)
- Jacky all stars (1984): Chanson "Etiw doudou"